# Vườn Lan Quốc gia (Singapore)

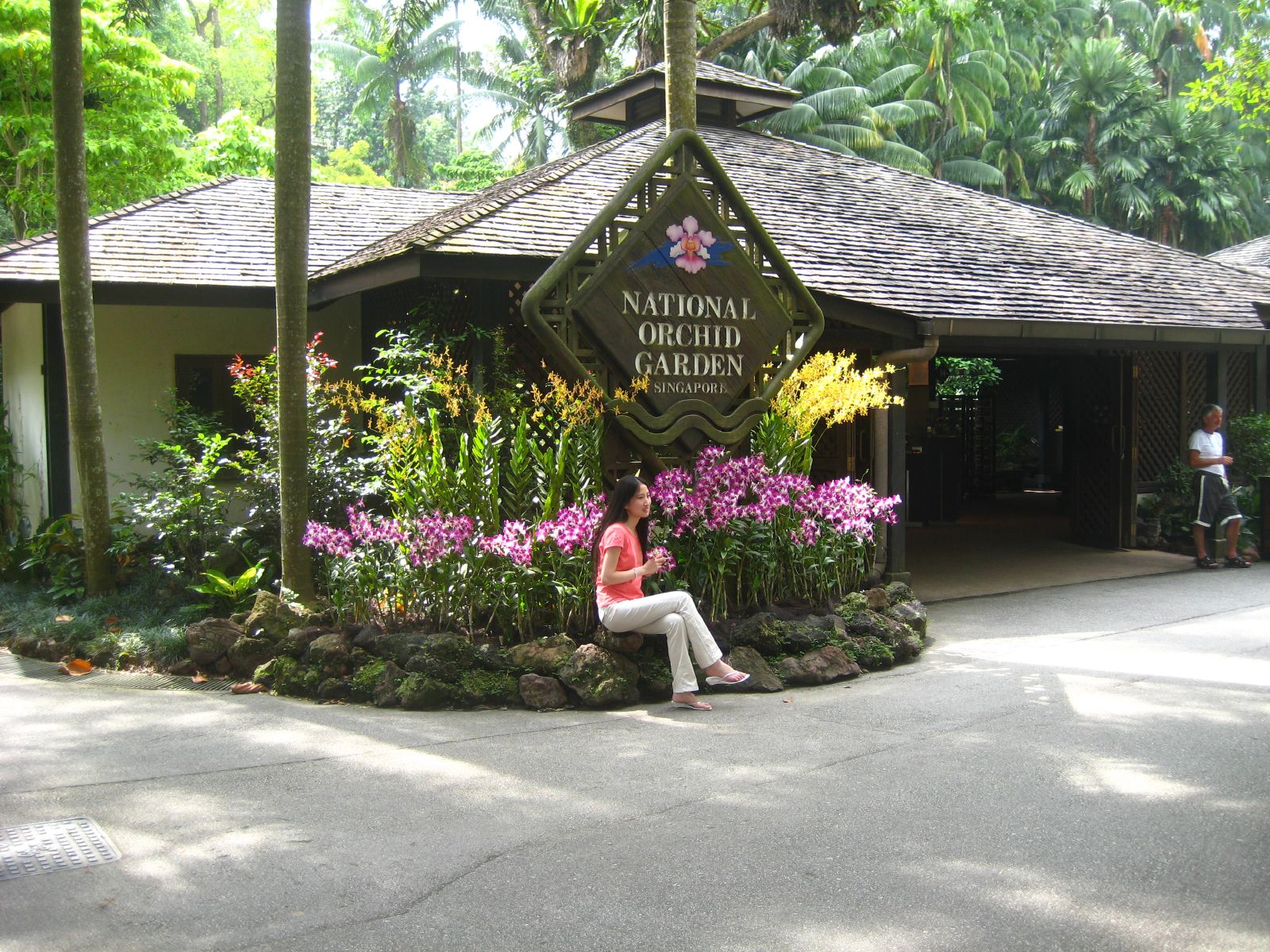
Cửa vào Vườn Lan Quốc gia Singapore.

Vườn Lan Quốc gia nằm trong Vườn bách thảo Singapore được mở cửa vào ngày 20 tháng 10 năm 1995 bởi Bộ trưởng Cố vấn Lý Quang Diệu.
Vườn bách thảo Singapore phát triển với khái niệm Ba lõi. Ba lõi này bao gồm Tanglin là vùng cốt lõi của di sản với những giá trị và sự quyến rũ của một khu vườn lịch sử. Central là vành đai du lịch của vườn và, Bukit Timah là khu vực giải trí giáo dục. Mỗi lõi là một loạt các điểm du lịch tham quan.

## Thông tin du lịch
Tọa lạc trên ngọn đồi cao nhất của Vườn bách thảo, đây là nơi phát triển của 60.000 cây lan bao gồm 1000 loài lan tự nhiên và 3000 loài lai tạo trong một khu vực 3 ha cảnh quan dốc đá được bố trí cẩn thận. Vườn Lan Quốc gia này đã xây dựng một khu vực trưng bày thường xuyên được coi là khu trưng bày về hoa lan lớn nhất thế giới.
Khu vực được thiết kế trình bày trong bốn khu vực riêng biệt. Khu vực mùa xuân với gam màu tươi sáng và sống động của màu vàng, kem. Khu vực mùa hè là màu đỏ mạnh mẽ và hồng ấm áp, trong khu khu vực mùa thu với những tông màu trưởng thành thì khu vực mùa đông là sự chi phối của các sắc trắng và xanh mát. Ngoài sự đa dạng về màu sắc, các bông hoa lan cũng khác nhau đáng kể về kích thước và hình dáng, và có những cách độc đáo để thích nghi với môi trường.
Khu vườn chỉ đóng cửa vào ngày lễ, và chỉ với một khoản phí nhỏ, khách du lịch có thể tham quan khu vườn sặc sỡ từ sáng đến tối. 